# Намиказе Минато
Минато Намиказе (波風ミナト, Namikaze Minato) е герой от мангата Наруто. Той е четвъртото Хокаге. Наричан е още Konoha's Yellow Flash (木ノ葉の黄色い閃光).
1. виж Йондайме (Наруто)

## Характер
Според Джирая и Цунаде, Наруто използва почти същите атаки като баща си, но по характер е бурен като майка си. Минато е спокоен и уравновесен човек. Изпитва респект към тези около него, не обича да говори за чуждото минало. Според познатите му е един много приятен човек, обича семейството си и прави всяко нещо с основателна причина. Харесва и книгите на Джирая.
Освен това е един от най-силните нинджи съществували някога, (*Спойлери*) – Даже може да победи най-силните форми на Хаширама, Мадара, Обито, Итачи, Какаши (DMS), Might Guy (8-gate), Саске, Кабуто и много други със силите си (Minato KCM, Perfect Sage Mode, The Flying Thunder God Technique (Flying Raijin) и още много други), много хора не биха го признали, но това е признато от самия създател на анимето Наруто и Наруто (Ураганни хроники) – Масаши Кишимото.
В селото всички го обичат и затова бива избран за Хокаге.

## Външен вид
Минато е средно висок, с руса коса и сини очи. Според Джирая това привлича погледите на много жени. Наруто много прилича на него. Обикновено носи униформата си със знаците на Коноха – дълго яке и сандали. След като става Хокаге, започва да носи яке с надпис: „Четвъртото Хокаге“ (四代目火影), написано вертикално на гърба му.

## Способности
Според Джирая, Минато е един от най-надарените войни, живели някога. Той е прочут с невероятната си бързина и рефлексите си. Минато е и създателят на Расенган, но така и не успява да го довърши преди смъртта си. Минато владее и телепортирането с печат. Привързан за кунай или за враг, печата позволява на Минато да се телепортира на мястото, където е печата и да атакува враговете на момента. Тази негова способност му носи името „Жълтата Светкавица на Коноха“. Смятан е от мнозина за най-талантливото и силно шиноби живяло някога.